# Nauczyciel na medal
Nauczyciel na Medal - ogólnopolski plebiscyt organizowany od 2016 roku przez polską grupę wydawniczą Polska Press, którego celem jest wybór najlepszych nauczycieli w powiatach i województwach w Polsce.
Plebiscyt polega na wyłonieniu laureatów w drodze głosowania czytelników w kategoriach: Nauczyciel klas 1-3, Nauczyciel klas 4-8 i Gimnazjum, Nauczyciel Szkół Ponadpodstawowych, Szkoła Roku. W plebiscycie udział mogą wziąć wszyscy nauczyciele pracujący na co dzień w placówkach publicznych i prywatnych na terenie kraju. Zgłoszenia kandydatów do tytułu dokonywane są przez internet, jednak każde z nich musi zostać zweryfikowane, a nominowany musi wyrazić zgodę na udział w konkursie.

## Etapy plebiscytu
Plebiscyt podzielony jest na dwa etapy. W pierwszym nauczyciele rywalizują na szczeblu powiatowym. Najlepsza trójka otrzymuje przepustkę do etapu drugiego - wojewódzkiego.

## Głosowanie
Głosy gromadzone są za pośrednictwem płatnych esemesów oraz głosowania internetowego.

## Nagrody i wyróżnienia
Laureaci pierwszych trzech miejsca na etapie powiatowym otrzymują pamiątkowe medale, dyplomy oraz nagrody rzeczowe w postaci voucherów. Nagrodami na etapie wojewódzkim są ponadto m.in. studia podyplomowe realizowane u akademickich partnerów plebiscytu. Nagrody przekazywane są w trakcie specjalnej gali odbywającej się w mieście wojewódzkim.